# Paimon

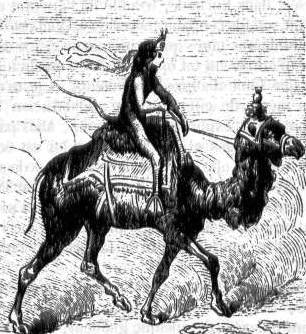
Paimon, Bildnis aus dem Dictionnaire Infernal

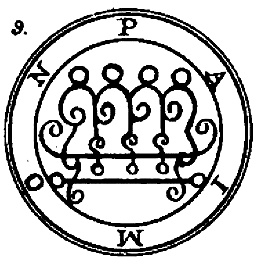
Siegel des Paimon, abgebildet in The Goetia: The Lesser Key of Solomon the King (1904)

Paimon (auch Paymon oder Paimonia) ist in der Dämonologie einer der Könige der Hölle und wird in verschiedenen Grimoiren erwähnt.

## Beschreibung und Quellen
Laut der Pseudomonarchia Daemonum von 1577 ist er mehr als andere Könige Luzifer gegenüber gehorsam; das Buch beschreibt ihn auf einem Dromedar sitzend, eine prächtige Krone tragend und mit verweiblichten Gesichtszügen versehen (he sitteth on a beast called a dromedarie, which is a swift runner, and weareth a glorious crowne, and hath an effeminate countenance). Ihm voraus geht eine Schar von Männern, mit „Trompeten und wohlklingenden Becken und allen musikalischen Instrumenten“. Bei seinem Erscheinen spricht er anfänglich mit brüllender Stimme. Wenn ein Geisterbeschwörer ihn herbeiruft, sollte dieser in Richtung Nordwesten blicken, da sich dort das Haus des Paimon befindet; wenn er allein und durch eine Opfergabe vorgeladen wird, erscheinen nach ihm zwei Könige namens Beball und Abalam (if Paimon be cited alone by an offering or sacrifice, two kings followe him; to wit, Beball & Abalam). Ihm unterstehen des Weiteren 200 Legionen, wobei ein Teil der Klasse der Engel angehört, der andere hingegen jener der „Mächte“ (There follow him two hundred legions, partlie of the order of angels, and partlie of potestates).
In dem kurzen Eintrag im Dictionnaire Infernal aus dem 19. Jahrhundert wird ebenfalls dasselbe Erscheinungsbild beschrieben, die Begleitung von Bébal und Abalam sowie die zweigeteilte Legion erwähnt.
In der Ars Goetia ist er der neunte Geist; wieder werden Eigenarten erwähnt wie die erklingenden Trompeten und Becken, diesmal allerdings gespielt von einer Schar von Geistern, die wie Männer mit Instrumenten erscheinen (There goeth before him also an Host of Spirits, like Men with Trumpets and well sounding Cymbals), die brüllende Stimme bei seiner Ankunft sowie die 200 Legionen aus Engeln bzw. Mächten. Die begleitenden Könige werden hier Labal und Abali genannt.

## Trivia
- Dämonologie und Symbolik von Paimon bilden den Kontext des Mystery-Horror-Dramas Hereditary – Das Vermächtnis (2018).
- Paimon ist der Name der Begleiterin des Spielers im Videospiel Genshin Impact.